# Fryné

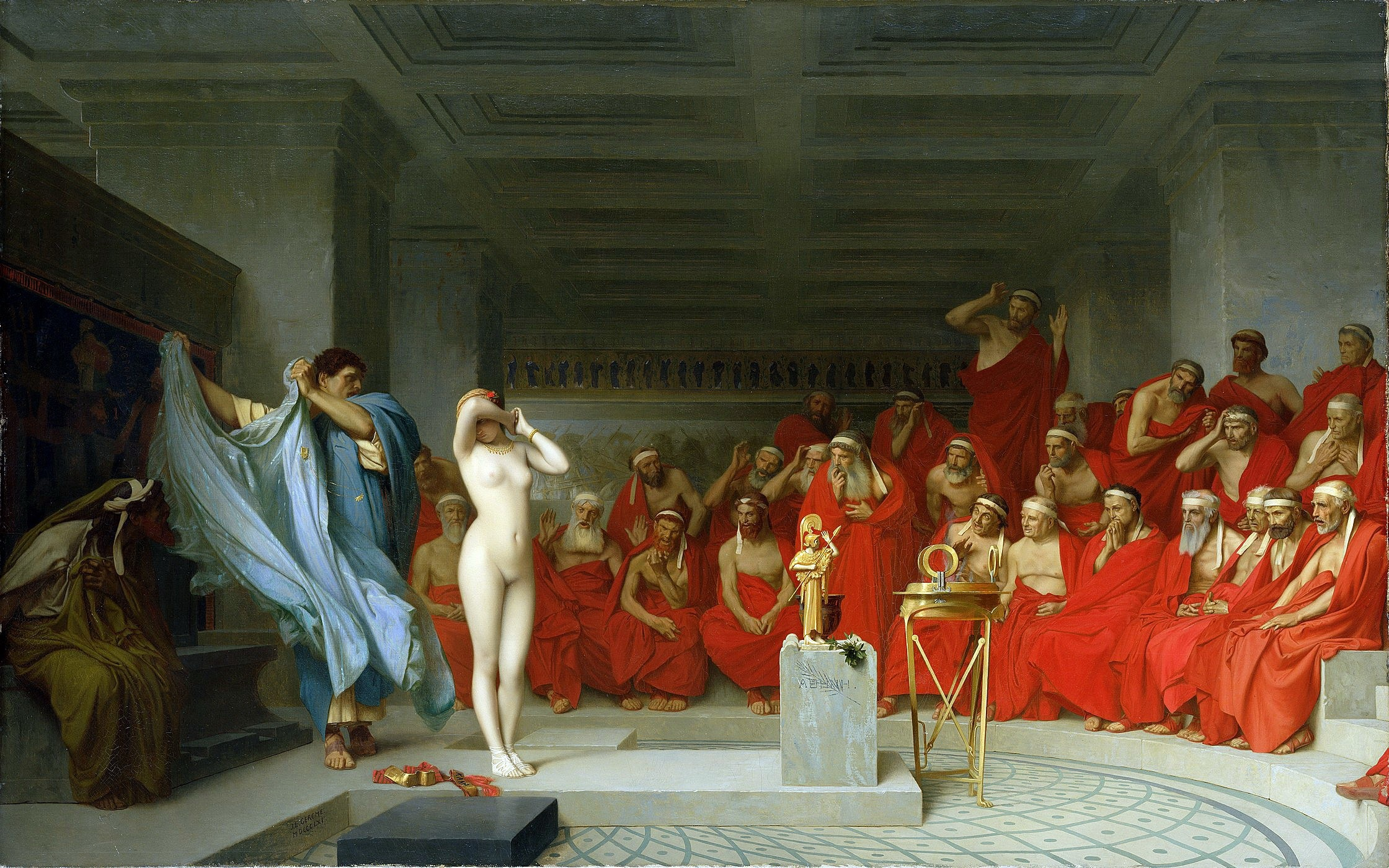
Jean-Léon Gérôme: Fryné před areopágem

Fryné (také Phryné, Φρύνη) byla proslulá hetéra žijící ve 4. století př. n. l.. Narodila se ve městě Thespie okolo roku 390 př. n. l., od sedmdesátých let 4. století př. n. l. žila v Athénách. Její původní jméno bylo Mnésareté, přezdívku Fryné (ropucha) dostala pro svou bledou pleť. Athénaios o ní napsal, že byla modelem Praxitelovy sochy Afrodity Knídské a Apellova obrazu Afrodita Anadyomené. Její úspěchy se staly předmětem závisti a byla obžalována pro nemravné chování. Před soudem ji hájil řečník Hypereidés. Když mu došly argumenty, strhl ze své klientky šaty. Soudci byli tak oslněni její krásou, že ji okamžitě osvobodili. Fryné byla údajně tak bohatá, že v roce 336 př. n. l. zaplatila opravu thébských hradeb, které zničil Alexandr Veliký.
Camille Saint-Saëns o ní napsal operu Fryné, jedna pasáž Gounodovy opery Faust se jmenuje Tanec Fryné. Podle jejího jména vznikl výraz fryna jako básnické označení svůdné ženy — viz Gellnerův verš „Já nehledal jsem vilnou Frynu pro flirt a k ukrácení dne.“